# Győr–Pér repülőtér
A Győr–Pér repülőtér Magyarország öt nemzetközi repülőterének egyike. A 81-es főút mentén, Győr központjától Székesfehérvár irányába mintegy 15 kilométer távolságra található Pér község közigazgatási területén.

## Megközelítése
A repülőtér a 81-es főútvonalról aszfaltozott bekötőúton érhető el. A repülőtérre vezető utat Pér községen belül táblák jelzik. A Győr–Pér repülőtér Győrből, valamint Székesfehérvárról menetrend szerinti közlekedő autóbuszjárattal is elérhető, a buszok Péren a repülőtéri bekötőút közelében állnak meg.
A repülőteret használó utasok részére előzetes egyeztetés szerint a repülőtér közúti transzfert tud szervezni.

## Története
A korábban füves repülőtér fejlesztési munkálatai 2000-ben kezdődtek el a Phare CBC programból nyert és az Audi Hungaria Motor Kft. által biztosított pénzügyi források felhasználásával.
A szilárd burkolatú futópálya, az új forgalmi előtér és egyéb kapcsolódó létesítmények üzembe helyezése 2003-ban történt meg. A beruházások eredményeképpen a fejlesztést végző gazdasági társaság befektetett eszközértéke 1 milliárd forint fölé emelkedett. A továbbfejlesztett repülőtér 2003 júniusában fogadta az első nemzetközi járatot. A repülőtér igazi jelentősége a régió fejlődésére gyakorolt hatásában mérhető.
Jelenleg a repülőteret a Győr–Pér Repülőtér Kft üzemelteti.
A győri Audi gyár rendszeresen használja a repülőteret, a vállalat megbízásából a Private Wings légitársaság napi vállalati járatokat tart fenn Pér és a németországi Ingolstadt között. A gépek munkanapokon közlekednek Győr-Pér és Ingolstadt-Manching között heti harminc járattal, évi 30 000 utassal, a 600 km-es út 1 óra 10 perc időtartamú. A manchingi repülőtérről átszállással elérhető a nagyobb telephelyek többsége, például a braunschweigi repülőtér közelében fekvő wolfsburgi, salzgitteri gyártelepek, vagy akár az emdeni, vagy poznańi gyáregységek is.
A nyári időszakban a repülőtérről a montenegrói Tivatba indultak turista charter járatok. Péren jelentős mértékű az üzleti charter és a regionális teherszállító repülések száma, melyekkel a repülőtér nem csak a Nyugat-Dunántúli régiót, de Bécset, Budapestet és Pozsonyt is kiszolgálja.
2013-ban a korábban 1450 méter hosszú kifutópályát 2030 méteresre hosszabbították, így a reptér alkalmassá vált a diszkont légitársaságok körében népszerű Airbus A320-as és Boeing 737-es típusú repülőgépek fogadására is. Ezzel egyidőben a tulajdonosi szerkezet is átalakult, – a legnagyobb, 48%-os tulajdonrészt az Audi Hungária Zrt. birtokolja, Győr városa 40%, míg a magyar állam 12% felett rendelkezik.

## Járatok
| Légitársaság  | Célállomások                 |
| ------------- | ---------------------------- |
| Private Wings | charter: Ingolstadt–Manching |

A repülőteret elsősorban a közeli Audi-gyár használja, ami dolgozói számára közvetlen vállalati járatot tart fenn a cég ingolstadti központjával a Private Wings légitársaság üzemeltetésében.
2014 nyarán a Wizz Air tárgyalásokba kezdett a reptérrel esetleges menetrend szerinti járatok elindításáról, de megállapodás nem született.
A reptérről sem 2014-ben, sem azóta nem indult menetrend szerinti járat.

## Utasforgalom
Az utasforgalom az elmúlt években az alábbi módon változott:
| Utasok száma | 7895 | 14 463 | 14 177 | 11 112 | 30 314 | 29 437 | 22 785 | 15 996 | 2297 | 6807 |
|              | 2004 | 2006   | 2008   | 2010   | 2012   | 2015   | 2017   | 2019   | 2021 | 2023 |

See source Wikidata query and sources.